# いせ辰
有限会社いせ辰（いせたつ）は、東京都台東区谷中に本社を置く版元。木版画による江戸千代紙、おもちゃ絵を扱う。現在は谷中本店と千駄木店がある。

## 概要
下総国出身の広瀬辰五郎が、元治元年（1864年）に江戸日本橋堀江町に伊勢辰商店という団扇問屋兼地本問屋を開業したのが始まりである。伊勢辰では明治初年から明治45年（1912年）まで、模様入り紙ナプキンを製作、主要な輸出先は欧州で、若干が米国であった。明治3年（1870年）に一度、神田弁慶橋（神田区元岩井町19番地）に移った。その後、大正12年（1923年）9月1日、3代目広瀬辰五郎の時に関東大震災に遭い、多くの千代紙などの版木を焼失するが、すぐに復興、営業を再開し、大正14年（1925年）には伊せ辰の社名で双作版画会と称して伊東深水、川瀬巴水の新版画10点を出版した。また、その後、第二次世界大戦が始まったが、3代目は弟子や息子たちを奮い立たせ、江戸千代紙製作を継続していった。そのようななか、跡を継いだ4代目広瀬辰五郎は昭和17年（1942年）に地盤の丈夫な谷中に店舗を移転して営業を続けた。昭和21年（1946年）に3代目は没した。4代目は菊寿堂いせ辰とも号して、代々続いた千代紙の製作復興に努めた。
現在は5代目にあたる4人の兄妹が店を守っており、江戸文化を反映した千代紙、団扇、風呂敷などを製造販売している。

## 出版書籍
- 巌谷小波 編『十二支画帖 午之巻』伊勢辰商店、1918年。
- 巌谷小波 編『十二支画帖 犬之巻』伊勢辰商店、1918年。
- 巌谷小波 編『十二支画帖 亥・子・丑之巻』伊勢辰商店、1918年。
- 井上和雄 編『宝舟集 〔第1〕』伊勢辰商店、1919年。
- 井上和雄 編『宝舟集 第2篇 初篇,2篇』伊勢辰商店、1919年。
- 石井研堂、広瀬菊雄『地本錦絵問屋譜』伊勢辰商店、1920年。
- 石井研堂『錦絵の改印の考証 : 一名・錦絵の発行年代推定法 団扇絵の改印の考証』伊勢辰商店、1920年。
  - 石井研堂『錦絵の改印の考証 : 一名錦絵の発行年代推定法 訂再版』伊勢辰商店、1932年。
- 井上和雄 編『宝舟集 〔第2〕』伊勢辰商店、1922年。
- 井上和雄 編『宝舟集 : 第2篇 苐二』伊勢辰商店、1922年。
- 広瀬菊雄 編『絵美良図譜』伊勢辰商店、1922年。
- 『夜半亭六々句選』伊勢辰商店、1927年。